# 帆背龙蜥
帆背龙蜥（学名：Diploderma vela）一种生活在中华人民共和国西藏自治区东部和云南省西北部地区的蜥蜴，隶属于鬣蜥科（飞蜥科）龍蜥屬。本种最早被发现时隶属于旧的攀蜥属（Japalura），攀蜥属分类经过调整后，本种改至龙蜥属（Diploderma），其中文名因而改为“帆背龙蜥”。2020年部分中国学者建议将 Japalura 的中文名改为“龍蜥屬”，而将 Diploderma 的中文属名改名为“攀蜥屬”。故本种在有些资料中又被称为“帆背攀蜥”。然而也有学者反对这种不必要的中文名变更，建议维持物种中文名的稳定性。在中国科学院昆明动物研究所研究人员主编的《中国两栖、爬行动物分类变动汇总》中也未接收该建议，仍将 Diploderma 称为“龙蜥属”。

## 形态特征
帆背攀蜥体型较小，成年雄性吻肛长56～69毫米，雌性为59～66毫米。雄性从头部后缘到尾部基部的整个背部上具有明显的、连续的、帆状的脊椎突起。雄性底色为黑色，具有白色斑纹。雌性底色为浅棕至深棕色。